# Transformers: Dark of the Moon (jogo eletrônico)
Transformers: Dark of the Moon é um jogo eletrônico de ação e aventura baseado no filme de 2011 de mesmo nome. É a sequência de Transformers: Revenge of the Fallen de 2009, e a terceira e última adaptação para videogame da série de filmes Transformers live-action. Ao contrário dos dois primeiros jogos, Dark of the Moon segue uma história original, ambientada antes dos eventos do filme em que é baseado, e apresenta apenas uma campanha, que alterna entre os Autobots e os Decepticons. Um spin-off, Transformers: Rise of the Dark Spark, foi lançado em junho de 2014.
há três versões diferentes do jogo: uma para o Xbox 360 e PlayStation 3, desenvolvida pela High Moon Studios; uma para o Wii e Nintendo 3DS, intitulada Transformers: Dark of the Moon Stealth Force Edition; e duas para o DS intituladas Transformers: Dark of the Moon - Autobots e Transformers: Dark of the Moon - Decepticons, desenvolvidas pela Behavior Interactive. A jogabilidade nas versões para Xbox 360 e PlayStation 3 é semelhante ao título anterior da High Moon Studios, Transformers: War for Cybertron. Todas as versões do jogo foram publicadas pela Activision em junho de 2011 e receberam críticas mistas. A Electronic Arts publicou versões móveis do jogo para Symbian, iOS e Blackberry.

## Jogabilidade
O jogo, como seus antecessores, é principalmente um jogo de tiro em terceira pessoa e faz com que os jogadores lutem contra vários tipos de inimigos de IA nos modos single-player e multiplayer. Ao contrário de seus antecessores, Dark of the Moon apresenta uma única campanha linear em vez de uma para cada facção, com os jogadores alternando entre a perspectiva dos Autobots e dos Decepticons entre os níveis.
Mais notavelmente, o jogo apresenta um novo recurso chamado "Stealth Force", que permite que os personagens usem armas enquanto estão em forma de veículo. Tanto na forma de veículo quanto de robô, os personagens têm acesso a duas habilidades especiais, que mudam quando o jogador se transforma. Por exemplo, Ironhide pode ter a capacidade de lançar granadas na forma de robô e uma habilidade de aceleração na forma de veículo. O componente multiplayer do jogo apresenta quatro classes: Scout, Hunter, Commander e Warrior, todas com características específicas, como o Scout ser mais rápido que as outras classes ou o Warrior ter mais saúde.

## Sinopsia

### Contexto
Dark of the Moon acontece aproximadamente três anos após os eventos de Revenge of the Fallen. A Terra continua a ser consumida pela guerra mortal entre os heróicos Autobots, liderados por Optimus Prime, e os malignos Decepticons, liderados por Megatron. Os primeiros cooperam com a humanidade para investigar e prevenir as atividades dos Decepticons ao redor do mundo, enquanto os últimos fazem os preparativos para a próxima "Operação: Pillar", que lhes permitirá finalmente derrotar seus rivais e restaurar seu planeta natal, Cybertron, à sua antiga glória, destruindo toda a vida na Terra no processo.

### Personagens
| Autobots      | Jogável      | Jogável      | Jogável      | Jogável | Jogável | Jogável |
| Autobots      | Xbox 360     | PS3          | Wii          | 3DS     | NDS     |         |
| ------------- | ------------ | ------------ | ------------ | ------- | ------- | ------- |
| Optimus Prime | Sim          | Sim          | Sim          | Sim     | Sim     |         |
| Bumblebeecd   | Sim          | Sim          | Sim          | Sim     | Sim     |         |
| Ironhide      | Sim          | Sim          | Sim          | Sim     | Sim     |         |
| Mirage        | Sim          | Sim          | Sim          | Sim     | Sim     |         |
| Warpath       | Multijogador | Multijogador | Não          | Não     | Não     |         |
| Ratcheta      | Multijogador | Multijogador | Não          | Não     | Não     |         |
| Sideswipeb    | Download     | Download     | Não          | Não     | Não     |         |
| Breakawaycd   | Multijogador | Multijogador | Não          | Não     | Não     |         |
| Decepticons   | Jogável      | Jogável      | Jogável      | Jogável | Jogável | Jogável |
| Decepticons   | Xbox 360     | PS3          | Wii          | 3DS     | NDS     |         |
| Megatron      | Sim          | Sim          | Sim          | Sim     | Sim     |         |
| Soundwave     | Sim          | Sim          | Sim          | Sim     | Sim     |         |
| Lockdown      | Não          | Não          | Sim          | Sim     | Sim     |         |
| Starscream    | Sim          | Sim          | Não          | Não     | Não     |         |
| Laserbeak     | Sim          | Sim          | Não          | Não     | Não     |         |
| Shockwave     | Multijogador | Multijogador | Não          | Não     | Não     |         |
| Crowbar       | Não          | Não          | Multijogador | Não     | Sim     |         |
| Crankcase     | Multijogador | Multijogador | Não          | Não     | Não     |         |

↑a O personagem pode ser desbloqueado pré-encomendando o jogo em Amazon.com

↑b O personagem pode ser desbloqueado pré-encomendando o jogo em GameStop

↑c O personagem pode ser desbloqueado como uma skin para o 3DS se o jogo for comprado em Toys 'R Us

↑d O personagem pode ser desbloqueado como um personagem decorativo no jogo para Wii e/ou DS se o jogo for comprado em Target.

### Enredo

#### Xbox 360 e PlayStation 3
O batedor Autobot Bumblebee é enviado para algum lugar na América do Sul para plantar o vírus de Wheeljack em um transmissor Decepticon que está ouvindo as transmissões dos Autobots com o NEST. Embora ele encontre forte resistência das forças Decepticon, ele finalmente prevalece com a ajuda de Optimus Prime e Sideswipe. Depois, os Autobots tentam defender a cidade de Detroit das forças Decepticon lideradas pelo Constructicon Mixmaster. O especialista em armas Autobot Ironhide e o oficial médico Ratchet lideram a defensiva, com o primeiro prevalecendo com a ajuda de um lançador de foguetes experimental fornecido por Wheeljack, matando Mixmaster após uma longa batalha e afugentando os Decepticons restantes.
Enquanto isso, em algum lugar da América do Sul, Sideswipe desaparece durante sua missão de investigar a atividade dos Decepticons em uma selva, e Mirage é enviado para investigar ao lado de Bumblebee. No caminho para se encontrar com ele, Mirage encontra o cruel Decepticon Starscream, que o ataca quando ele estava prestes a atravessar uma ponte, destruindo-a e ferindo Mirage. Incapaz de se transformar ou usar suas armas, Mirage opta por passar furtivamente pelas tropas Decepticon, usando sua habilidade de camuflagem para chegar a um helicóptero NEST acidentado sem ser observado e obter uma entrega de suprimentos contendo armas. Ele então luta para passar pelos Decepticons restantes ao lado de Bumblebee, finalmente encontrando e resgatando Sideswipe, que revela que as ruínas que ele estava investigando foram construídas sobre um antigo porto espacial Cybertroniano; os Decepticons já haviam começado a contagem regressiva para o lançamento de uma espaçonave acoplada e, apesar dos melhores esforços dos Autobots, ela consegue decolar.
Em outro lugar, o Decepticon Soundwave é ordenado por Megatron para investigar uma antiga base do Setor 7 em uma ilha. Auxiliado por seu lacaio Laserbeak, Soundwave abre caminho através das tropas Autobot que guardam a base e recupera informações sobre um acidente na lua na década de 1960, bem como uma tecnologia avançada chamada MechTech, que ele destrói desencadeando uma erupção vulcânica, antes de escapar da base. Ao mesmo tempo, Starscream é enviado ao Nepal para encontrar e destruir a MechTech restante que está prestes a ser transportada pelo enorme Aerialbot Stratosphere de uma instalação NEST em algum lugar na cordilheira nevada. Ao matar os outros Aerialbots - Air Raid, Breakaway e Silverbolt - ele destrói a Stratosphere no ar, junto com toda a tecnologia que ele está carregando, embora ele consiga recuperar uma arma e retorne com ela para a base Decepticon na Sibéria, sem saber que tinha um rastreador nela.
Os Autobots posteriormente invadem a base, mas Megatron luta contra eles, matando Warpath no processo. Ele então encontra um criotubo segurando um Shockwave congelado, o infame cientista e assassino Decepticon, que ele liberta de sua prisão, antes de enfrentar Optimus Prime. Megatron prevalece e joga o Optimus derrotado no poço segurando Shockwave e o Driller - um robô gigante parecido com uma besta de verme controlado diretamente por Shockwave. Enquanto Megatron foge, Optimus luta contra Shockwave e seu Driller e os derrota, embora eles fujam depois. Ele é então contatado por Ratchet, a quem ele diz que, embora a batalha esteja vencida por enquanto, a guerra está longe de terminar. Enquanto isso, Megatron se encontra com Starscream, Soundwave e Shockwave em algum lugar da África para lançar a "Operação: Pilar", garantindo a seus companheiros Decepticons que Cybertron renascerá em breve.

#### Wii e Nintendo 3DS
Enquanto os Autobots continuam sua caça aos Decepticons, apesar da humanidade acreditar que eles fugiram do planeta, Optimus Prime, Bumblebee e Mirage vão para um deserto para testar a nova atualização "Stealth Force Mode" fornecida pelo cientista Autobot Wheeljack. Assim que terminam, Optimus tenta entrar em contato com a NEST, apenas para descobrir que seu link de comunicação estava bloqueado, então ele envia Bumblebee para investigar uma base Decepticon nas proximidades e descobrir o porquê. Descobrindo que os Decepticons estão usando antenas parabólicas para bloquear suas comunicações, Bumblebee os desliga, mas perde a conexão com os outros ao se aventurar na base. Optimus vai atrás dele e, por sugestão de Wheeljack, carrega um vírus em três satélites, permitindo que os Autobots descubram o motivo dos Decepticons. Enquanto Optimus está lutando contra ondas de Decepticons que chegam, Bumblebee escapa e os dois fogem da base. Ao serem pegos pela Stratosphere, os Autobots analisam as informações que recuperaram da base e descobrem que os Decepticons planejam atacar Detroit, Michigan, além de planejar algo com o codinome "Operação: Pilar", bem como que Megatron está procurando por alguém conhecido como "Shockwave".
Em Detroit, os Decepticons Soundwave e Mixmaster lideram um ataque em grande escala à cidade, com o primeiro implantando Lockdown para se infiltrar na base dos Autobots. Enquanto Lockdown carrega um vírus criado por Mixmaster nos terminais de mainframe, Ironhide, o único Autobot na área, protege algumas antenas parabólicas das tropas Decepticons. Ao saber que Mixmaster está tentando trazer seus ex-companheiros de equipe de volta online e reformar Devastator, Ironhinde confronta e mata Mixmaster, antes de lutar contra Soundwave, que é auxiliado por Starscream. Depois de derrotar Soundwave, que recua, Ironhide é chamado por Optimus de volta ao quartel-general, assim como Lockdown é ordenado por Starscream para destruir os controles do portão principal e escapar, evitando Optimus.
Após rastrear os Decepticons até uma base abandonada na Sibéria, uma equipe de Autobots liderada por Optimus ataca a base, durante a qual Wheeljack informa Optimus que Megatron está tentando reativar seu objetivo principal: Shockwave - um cientista e assassino Decepticon mortal. Depois que Mirage tira as comunicações do Decepticon e Ironhide destrói o escudo que protege a entrada, Megatron ordena que Soundwave lute contra os Autobots enquanto ele reativa Shockwave. Enquanto Soundwave derrota Mirage, que foi auxiliado por Stratosphere e foge depois, Megatron destrói as bobinas dentro da base para acelerar a reanimação de Shockwave. Ao acordar, Shockwave diz a Megatron que seus níveis de Energon estão esgotados, então Megatron ordena que Soundwave o escolte para a segurança enquanto ele luta contra os Autobots que chegam. Megatron logo é informado de que o Driller - um robô gigante parecido com uma fera-verme controlado diretamente por Shockwave - também foi despertado, e decide usá-lo para destruir Optimus, enquanto ordena que Starscream e os outros Decepticons deixem a Sibéria.
Megatron derrota Optimus e tenta escapar da base também, mas é confrontado por Ironhide. Contra os avisos de Wheeljack, Ironhide luta contra Megatron e o derrota, para sua surpresa, quando Megatron observa que ele tem "espírito de guerreiro" e que ele o destruirá durante o próximo encontro. Megatron então escapa, assim como Ironhide, a conselho de Wheeljack, que promete que eles vão pegar Megatron da próxima vez. Mais tarde, Megatron se encontra com Starscream, Soundwave e Shockwave em algum lugar da África do Sul, onde ele se prepara para lançar a "Operação: Pilar" e ordena que Shockwave recupere um certo artefato cybertroniano antigo de Chernobyl, levando aos eventos do filme.

## Desenvolvimento
A High Moon Studios, que anteriormente desenvolveu Transformers: War for Cybertron, desenvolveu as versões para PlayStation 3 e Xbox 360 do jogo, enquanto a Behaviour Interactive desenvolveu as versões para Wii e Nintendo 3DS. O primeiro trailer do jogo foi lançado em 12 de fevereiro de 2011.

### Audio
Peter Cullen e Jess Harnell reprisam seus papéis como Optimus Prime e Ironhide dos filmes. Jamie Alcroft substitui George Coe como a voz de Wheeljack. Dave Boat dubla o Decepticon Constructicon de Transformers: A Vingança dos Derrotados, Mixmaster. Steven Blum, que dublou Starscream na série de televisão de ação de anime de 2010 Transformers: Prime, reprisa seu papel como Starscream substituindo Charlie Adler. Blum também dubla Crowbar na versão DS. Os personagens exclusivos do multijogador Warpath, Breakaway, Air Raid são dublados por Dave Fennoy, Christian Lanz e Rick D. Wasserman. Com Lanz substituindo Andrew Kishino, que originalmente dublou "Breakaway" em Revenge of the Fallen: The Game. Nolan North interpreta o Major Reynolds. Isaac C. Singleton Jr. dubla Decepticons Soundwave e Shockwave (apenas Wii e Nintendo 3DS). Hugo Weaving não reprisou seu papel como Megatron, nem Frank Welker. Fred Tatasciore, em vez disso, dubla Megatron e também dubla Ratchet (substituindo Robert Foxworth), Sideswipe e Bumblebee. Travis Willingham dubla o chefe não-jogador Stratosphere e Dave Wittenberg, que mais tarde dublaria Wildbreak na série animada de 2015 Transformers: Robots in Disguise, substitui Francesco Quinn como a voz do Autobot Spy, Mirage.
A trilha sonora original para as versões PlayStation 3 e Xbox 360 do jogo foi composta por Jeff Broadbent. A trilha sonora do jogo foi lançada no iTunes e na Amazon em 8 de novembro de 2011.

### Suporte descontinuado
Em 2020, a Activision descontinuou o suporte para Dark of the Moon, e os servidores multijogador do jogo foram desligados.

## Recepção

### Versão do Xbox 360 e PlayStation 3
O título recebeu críticas mistas, com uma pontuação de 59 e 57 para as versões Xbox 360 e PlayStation 3 no Metacritic. A GameZone deu à versão 360 e PS3 uma nota 7, afirmando que "Transformers: Dark of the Moon é uma adaptação perfeitamente boa, embora curta, do filme Transformers. Os personagens são simpáticos e os diferentes tipos de veículos funcionam perfeitamente." A IGN deu à versão Xbox 360 e PS3 uma nota 6.0 de 10. Elogiando as ideias, mas criticando o jogo como um todo. GameSpot deu 5,5 de 10. Eles elogiaram as habilidades de transformação, mas criticaram os gráficos ruins, a física estranha do veículo e a breve campanha.
Joystiq deu ao título uma classificação ruim de 2 de 5 estrelas, criticando o jogo porque parece inacabado. Destructoid deu ao título uma classificação de 5,5 em 10, afirmando que o título é melhor do que a maioria dos videogames de filmes, mas parece um filme apressado. A Official Xbox Magazine concedeu ao título uma classificação de 6,5 em 10, elogiando os controles, o modo de força furtiva, mas criticou os últimos níveis do jogo e o componente multiplayer. A GamePro deu ao título uma classificação de 3,5 de 5 estrelas. Eles elogiaram os bons gráficos, dublagem e variedade de transformadores para cada missão, mas criticaram a história, a física do veículo, o modo multiplayer e o combate corpo a corpo repetitivo. A GameTrailers deu ao título uma classificação de 7 em 10, afirmando que "Dark of the Moon oferece muitas emoções de pipoca que você provavelmente esquecerá assim que os créditos começarem a rolar. Julgado em relação a outros jogos de filmes, é realmente muito bom; ao lado da entrada superior do ano passado, no entanto, parece um pouco com uma lata. A Game Informer deu ao título uma classificação de 7,5 em 10, afirmando que qualquer pessoa que jogou Transformers: War for Cybertron deve gostar deste título. A Eurogamer deu ao título uma classificação baixa de 5 em 10, afirmando que o título não tem polimento suficiente como War for Cybertron recebeu e High Moon Studios deveria ter recebido mais tempo.

### Versão do Wii e Nintendo 3DS
As versões Wii e Nintendo 3DS do jogo receberam críticas negativas, marcando 34 e 30 no Metacritic.